# Barbara Kingsolver
Barbara Kingsolver (Annapolis, 8 aprile 1955) è una scrittrice e poetessa statunitense, vincitrice nel 2023 del Premio Pulitzer per la narrativa per il romanzo Demon Copperhead. Le sue opere più conosciute includono The Poisonwood Bible, il racconto di una famiglia missionaria in Congo, e Animal, Vegetable, Miracle, un racconto di saggistica sui tentativi della sua famiglia di mangiare in quel paese. Il suo lavoro si concentra spesso su temi come la giustizia sociale, la biodiversità e l'interazione tra gli esseri umani e le loro comunità.

## Biografia
Kingsolver è nata nel 1955 ad Annapolis, nel Maryland, ed è cresciuta a Carlisle, nel Kentucky. Quando aveva sette anni, suo padre, un medico, si trasferì con la famiglia a Léopoldville, (ora Kinshasa), Congo. I suoi genitori lavoravano nella sanità pubblica e la famiglia viveva senza elettricità né acqua corrente.
Dopo essere ritornata negli Stati Uniti ed essersi diplomata al liceo, Kingsolver ha frequentato la DePauw University di Greencastle, Indiana, con una borsa di studio per la musica, ed ha studiato pianoforte classico. Alla fine, tuttavia, ha cambiato la sua specializzazione in biologia quando si è resa conto che "i pianisti classici competono per sei offerte di lavoro all'anno, e il resto di [loro] può suonare 'Blue Moon' nella hall di un hotel".
È stata coinvolta nell'attivismo nel suo campus e ha preso parte alle proteste contro la guerra del Vietnam. Si è laureata nel 1977 e si è trasferita in Francia per un anno prima di stabilirsi a Tucson, in Arizona, dove ha vissuto per gran parte dei due decenni successivi. Nel 1980 si è iscritta alla scuola di specializzazione presso l'Università dell'Arizona, dove ha conseguito un master in ecologia e biologia evolutiva.

## Vita privata
Nel 1985, Kingsolver sposò Joseph Hoffmann e diede alla luce la loro figlia Camille nel 1987.
Durante la prima guerra del Golfo, si trasferì con sua figlia a Tenerife nelle Isole Canarie per un anno, soprattutto a causa della sua frustrazione per il coinvolgimento militare americano. Dopo essere tornata negli Stati Uniti nel 1992, si è separata dal marito.
Nel 1994, Kingsolver ha sposato Steven Lee Hopp, un ornitologo, e nel  1996 è nata la loro figlia Lily. Nel 2004, Kingsolver si è trasferita con la famiglia in una fattoria nella contea di Washington, in Virginia.
Kingsolver vive nella zona degli Appalachi, negli Stati Uniti. Ha detto nel 2020 che l'America rurale è generalmente considerata dalle élite artistiche con "una profonda antipatia".

## Opere

### Romanzi
- The Bean Trees, 1988,
- Homeland and Other Stories, 1989
- Animal Dreams, 1990
- Pigs in Heaven, 1993
- The Poisonwood Bible, 1998
- Prodigal Summer, 2000
- The Lacuna, 2009
- Flight Behavior, 2012
- Unsheltered, 2018
- Demon Copperhead, 2022

#### Tradotti in italiano
- Maiali in cielo (Pigs in Heaven), Frassinelli, 1995, p. 346, ISBN 88-7684-351-5
- Il canyon dei sogni (Animal Dreams), Frassinelli, 1997, p. 371, ISBN 88-7684-424-4
- Gli occhi negli alberi (The Poisonwood Bible), Sperling & Kupfer, 2000, p. 501, ISBN 978-88-827-4378-9
- Una magnifica estate (Prodigal Summer), Sperling & Kupfer, 2001, p. 442, ISBN 88-200-3176-0
- L'albero dei fagioli (The Bean Trees), Sperling & Kupfer, 2002, p. 305, ISBN 88-200-3350-X
- L'albero velenoso della fede (The Poisonwood Bible), BEAT, 2013,  p. 478, ISBN 978-88-6559-159-8.
- La collina delle farfalle (Flight Behavior), Neri Pozza, 2013, 2013,  p. 445, ISBN 978-88-545-0718-0.
- Un mondo altrove (The Lacuna), Edizioni Mondadori, 2011,  p. 560, ISBN 88-520-1748-8. URL consultato il 25 settembre 2015 (archiviato dall'url originale il 25 settembre 2015).
- Un nuovo mondo (Unsheltered), Frassinelli, 2020, p. 399, ISBN 978-88-93420-59-4
- Demon Copperhead,  Neri Pozza, 2023, p. 654, ISBN 978-88-545-2843-7
- Un mondo altrove  (The Lacuna), Neri Pozza, 2025, p. 560, ISBN 978-88-54531-14-7.

### Saggi
- High Tide in Tucson: Essays from Now or Never, 1995
- Small Wonder: Essays, 2002

### Poesie
- Another America, 1992
- How to Fly (In Ten Thousand Easy Lessons), 2020

## Riconoscimenti
- Nel 2008 ha ricevuto la laurea ad honorem in lettere dall'Università Duke[16].
- Nel 2010 ha vinto l'Orange Prize[17].
- Nel 2011 ha ottenuto il Richard C. Holbrooke Distinguished Achievement Award.
- Nel 2023 ha vinto il Premio Pulitzer per la narrativa[18], il Women's Prize for Fiction[19] e il James Tait Black Memorial Prize con Demon Copperhead[20].